# Scolecomorphus uluguruensis
Scolecomorphus uluguruensis är en groddjursart som beskrevs av Barbour och Arthur Loveridge 1928. Scolecomorphus uluguruensis ingår i släktet Scolecomorphus och familjen Caeciliidae. IUCN kategoriserar arten globalt som livskraftig. Inga underarter finns listade i Catalogue of Life.